# Verónica Echegui

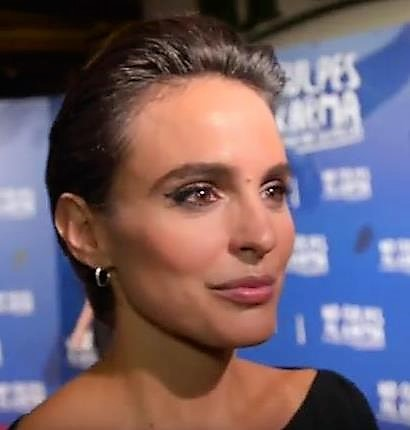
Verónica Echegui (2016)

Verónica Echegui, właśc. Verónica Fernández Echegaray (ur. 16 czerwca 1983 w Madrycie) – hiszpańska aktorka, która wystąpiła m.in. w filmie Zimne światło dnia i serialach Fortitude i Trust. Trzykrotnie nominowana do nagrody Goya, zdobywczyni nagrody Gaudí.

## Filmografia

### Filmy
| Rok  | Tytuł                                               | Rola            | Uwagi       |
| ---- | --------------------------------------------------- | --------------- | ----------- |
| 2004 | Cerrojos                                            | Sandra          | krótkometr. |
| 2005 | El álbum blanco                                     | Verónica        | krótkometr. |
| 2006 | Línea 57                                            | Natalia         | krótkometr. |
| 2006 | Nazywam sie Juani                                   | Juani           |             |
| 2007 | Un difunto, seis mujeres y un taller                | Marta           | film TV     |
| 2007 | El menor de los males                               | Vanesa          |             |
| 2007 | Życzenie                                            | Elena           |             |
| 2008 | 8 randek                                            | Vane            |             |
| 2008 | Spacerniak                                          | Isa             |             |
| 2008 | La casa de mi padre                                 | Sara            |             |
| 2009 | Bunny and the Bull                                  | Eloisa          |             |
| 2010 | La mitad de Óscar                                   | María           |             |
| 2010 | Tetequiquiero                                       | Sandra          | krótkometr. |
| 2011 | Verbo                                               | Medussa         |             |
| 2011 | Sześć razy Emma                                     | Emma            |             |
| 2011 | Kołysanka z Katmandu                                | Laia            |             |
| 2012 | Zimne światło dnia                                  | Lucia Caldera   |             |
| 2013 | &ME                                                 | Edurne          |             |
| 2013 | Wielka hiszpańska rodzina                           | Edurne          |             |
| 2014 | Kamikaze                                            | Nancy           |             |
| 2016 | No culpes al karma de lo que te pasa por gilipollas | Sara            |             |
| 2016 | Susano, zabijasz mnie                               | Susana          |             |
| 2017 | Pakt z mordercą                                     | Dani            |             |
| 2017 | Terapia sercowa                                     | Claudia         |             |
| 2017 | La niebla y la doncella                             | Ruth Anglada    |             |
| 2019 | What Is Love                                        | Lola            | krótkometr. |
| 2020 | L'ofrena                                            | Rita            |             |
| 2020 | Tajemnicze początki                                 | Norma           |             |
| 2020 | Explota Explota                                     | Amparo          |             |
| 2021 | Donde caben dos                                     | Ana             |             |
| 2022 | Book of Love                                        | Maria Rodríguez |             |
| 2022 | Historias para no contar                            | Sofía           | ukończony   |

### Seriale
| Rok       | Tytuł                           | Rola          | Uwagi      |
| --------- | ------------------------------- | ------------- | ---------- |
| 2003      | Una nueva vida                  | Ana           | 3 odc.     |
| 2003      | Paco y Veva                     | Isa           | 18 odc.    |
| 2014      | Cuéntame cómo pasó              | Cristina      | 1 odc.     |
| 2015-2017 | Apaches                         | Carol         | 14 odc.    |
| 2015–2017 | Fortitude                       | Elena Ledesma | 19 odc.    |
| 2018      | Trust                           | Luciana       | miniserial |
| 2019      | Días de Navidad                 | María         | miniserial |
| 2021      | 3 caminos                       | Raquel        | 8 odc.     |
| 2022      | Prywatność                      | Ane           | 8 odc.     |
| 2022      | Los pacientes del doctor García | Amparo Priego | 8 odc.     |